# Carcharocles auriculatus
Carcharocles auriculatus is een uitgestorven soort van grote haaien die nauw verwant zijn aan de Megalodon. Deze haaiensoort leefde 35 tot 25 miljoen jaar geleden tijdens het Laat-Eoceen-Vroeg-Oligoceen. De grootste individuen konden meer dan 9,5 meter lang worden. Hij had grote tanden met kartels op de rand. De tanden konden maximaal honderddertig millimeter lang worden. De tanden van deze haai werden gevonden in North- en South Carolina. Er zijn ook gefosiliseerde tanden gevonden in het Verenigd Koninkrijk en Kazachstan.
Het is bekend dat er ten minste één geslacht is in de familie Otodontidae, namelijk Otodus. Maar de namen en het nummer van de geslachten in Otodontidae zijn verschillend en de geaccepteerde fylogenie van de familie varieert tussen paleontologen in verschillende delen van de wereld. In de Verenigde Staten en Groot-Brittannië is de meest voorkomende geslachtsnaam voor Otodontiden met gekartelde tanden Carcharocles, en de eigenaren van de ongetande Otodus. In landen van de voormalige USSR, zoals Oekraïne en Rusland, werden al deze geslachten toegeschreven aan Otodus. Dat komt doordat wetenschappers zoals Zhelezko en Kozlov dachten dat de aanwezigheid of afwezigheid van gekartelde tanden niet genoeg waren om de haaien in verschillende taxa te plaatsen. 